# Castell de Knutstorp
Castell de Knutstorp (suec: Knutstorps Borg) és una casa pairal situada al municipi de Svalöv d'Escània, Suècia.

## Història
La casa pairal, va ser propietat de la família noble danesa dels Brahe, des de finals de l'edat mitjana (mitjans del segle XIV), fins al 1663, després que Escània fos cedida a Suècia pel tractat de Roskilde. L'edifici principal va ser acabat el 1551 pel conseller privat reial danès Otte Brahe (1518–1571) i la seva dona Beate Clausdatter Bille (1526–1605). La finca va ser el bressol dels seus fills; el famós astrònom Tycho Brahe (1546–1601) i la seva germana, l'astrònoma Sophia Brahe (1556–1643).
La finca es va vendre l'any 1771 al comte suec Fredrik Georg Hans Carl Wachtmeister af Johannishus (1720–1792), i des de llavors pertany als membres de la seva família.